# Richards Bay FC
Richards Bay FC este un club de fotbal profesionist din orașul Richardsbaai, din provincia KwaZulu-Natal, Africa de Sud. În prezent echipa activează în liga a doua (NFD).

## Istoria clubului
Fondată în 1958, ca „Hellenic FC”, clubul s-a alăturat ligii profesioniste de fotbal, liga „albă”, numită „Liga Națională de Fotbal” (NFL), lansată în anul următor. Își datorează acest nume, deoarece clubul a fost condus și înființat de membrii ai comunității grecești din Cape Town, care adoptă și culorile steagului național grec. În anii 1960 și 1970, avea să fie una dintre echipele fruntașe din Africa de Sud, care atrăgea în mod regulat spectatori de peste 20.000. În 1971, Hellenic își trece în palmares primul titlu de campioană, anul în care s-a format o altă ligă profesinistă de fotbal, liga „neagră” (NPSL). Fuziunea celor două campionate în 1976 a fost catastrofală, întrucât suporterii complet albi ai clubului au refuzat acum să participe la meciuri rasiale „mixte”. În 1972, Hellenic a atras un număr de internaționali germani cărora li s-a interzis să joace în cluburi asociate cu FIFA datorită implicării lor într-un scandal de rezolvare a meciurilor. În 1978, NFL a fuzionat cu NPSL, iar Hellenic se alătură ligii începând cu anul următor. În 1985, Hellenic se numără printre cele 15 asociații care părăsesc NPSL, pentru a crea noua Ligă Națională de Fotbal (NSL). 
Din sezonul 1996-1997, NSL se redenumește în PSL, iar echipa se clasează pe locul cinci în clasament. Un total de 7 sezoane consecutive
avea să joace în PSL, până în sezonul 2003-04, când echipa retrogradează în eșalonul doi, a doua ligă (NFD) ca valoare competițională după PSL. În ianuarie 2004, la un pas de faliment, franciza clubului este vândută de proprietarii greci familiei Ndlovu în schimbul a 5 milioane de euro, pe care l-a redenumit un an mai târziu în „Premier United” și l-a mutat la Benoni din provincia Gauteng. În 2007 clubul se redenumește din nou în „Thanda Royal Zulu”, iar din 2017 în actualul nume de „Richards Bay”.
În sezonul 2016-17, Thanda Royal Zulu devine campioana ligii a doua. Promovată automat în primul eșanlon PSL, clubul și-a vândut locul de participare celor de la AmaZulu FC, sezon pe care l-au sfârșit împreună, clasându-se pe locul cinci. Astfel în următorul sezon cei de la AmaZulu vor juca în PSL, în timp ce Thanda Royal va juca în continuare în liga a doua, fapt ce a adus și la schimbarea numelui de Richards Bay.

## Palmares
| Campionatul Național                                                                                     | Cupele Naționale                                                              | Cupele Naționale | Cupele Naționale |
| - Liga albă (NFL) - (NSL) (1) : - Campioni : 1971. - Locul 2 : 1972, 1975, 1992. - Locul 3 : 1973, 1989. | - Cupa Ligii (0) : - Finalistă : 1994. - Semifinale : 1985, 1987, 1990, 1993. |                  |                  |

## Cupa Ligii
Cele mai mari realizări obținute de  Hellenic în cupa ligii - Telkom al Africii de Sud.
| An         | Club Sportiv | Scor       | Adversar      | Penalty       |
| Semifinale | Semifinale   | Semifinale | Semifinale    | Semifinale    |
| ---------- | ------------ | ---------- | ------------- | ------------- |
| 1985       | Hellenic     | 1 - 2      | Bidvest Wits  | Bidvest Wits  |
| 1987       | Hellenic     | 0 - 1      | Bush Bucks    | Bush Bucks    |
| 1990       | Hellenic     | 1 - 3      | Orlando       | Orlando       |
| 1993       | Hellenic     | 2 - 3      | Bush Bucks    | Bush Bucks    |
| 1994       | Hellenic     | 0 - 0      | Swallows      | 3 - 1         |
| Finala     |              |            |               |               |
| 1994       | Hellenic     | 2 - 3      | Qwa Qwa Stars | Qwa Qwa Stars |